# George Douglas Wahl
Pour les articles homonymes, voir Wahl.
George Douglas Wahl (15 octobre 1895 - 24 mars 1981) était un officier très décoré de l'armée de terre américaine (US Army) avec le grade de brigadier général (général de brigade). Vétéran des deux guerres mondiales, il s'est distingué en tant que commandant d'artillerie, puis en tant que commandant adjoint de la 79e division d'infanterie (Croix de Lorraine) pendant les campagnes de Normandie et de Rhénanie,.
Après la guerre, il est resté dans l'US Army et a servi en tant que commandant général du Fort Indiantown Gap Separation and Discharge Center et commandant de Fort Knox.

## Biographie

### Début de carrière
George D. Wahl est né le 15 octobre 1895 à la Nouvelle-Orléans, en Louisiane, du futur major général Lutz Wahl et d'Emma Joubert. Après le lycée, il est nommé à l'Académie militaire des États-Unis à West Point, dans l'État de New York, d'où il sort avec une licence en sciences le 20 avril 1917, quelques jours seulement après l'entrée des États-Unis dans la Première Guerre mondiale,.
La promotion de Wahl à West Point a produit plus de 55 futurs officiers généraux, dont deux chefs d'état-major de l'armée de terre - Joseph L. Collins et Matthew B. Ridgway. Parmi ses autres camarades de classe, citons : Clare H. Armstrong, Aaron Bradshaw Jr., Mark W. Clark, John T. Cole, Norman D. Cota, John M. Devine, William W. Eagles, Theodore L. Futch, Charles H. Gerhardt, Augustus M. Gurney, Ernest N. Harmon, William Kelly Harrison Jr., Robert W. Hasbrouck, Frederick A. Irving, Laurence B. Keiser, Charles S. Kilburn, Bryant E. Moore, Daniel Noce, Onslow S. Rolfe, Herbert N. Schwarzkopf, Albert C. Smith, Raymond E. S. Williamson et George H. Weems.
Il est nommé sous-lieutenant (second lieutenant) dans la branche de l'artillerie de campagne et rattaché au 12e régiment d'artillerie de campagne (12th Field Artillery Regiment) de la 2e division. Wahl atteint rapidement les grades de premier lieutenant (first lieutenant) et de captain (capitaine) et embarque pour la France à l'automne 1917. Il participe aux batailles de Saint-Mihiel, de la crête Blanc Mont et de la forêt d'Argonne et reçoit trois Silver Star pour sa bravoure, la Purple Heart pour ses blessures et la Croix de guerre française 1914-1918 avec une étoile,.
Après l'armistice, Wahl participe à l'occupation de la Rhénanie à Coblence jusqu'en juillet 1919, date à laquelle il retourne aux États-Unis. Il occupe ensuite diverses fonctions de commandement et d'état-major dans l'artillerie de campagne, notamment à Fort Leavenworth (Kansas), Fort Bliss (Texas) et Fort Sill (Oklahoma). Wahl a suivi avec succès les cours de l'Army Command and General Staff (1930), de l'Army Industrial College (1939) et du Naval War College (1940).

### Seconde Guerre mondiale
Après avoir obtenu son diplôme au Naval War College, Wahl est promu lieutenant-colonel le 1er juin 1940 et affecté au quartier général de la zone du septième corps (Seventh Corps Area) à Omaha, dans le Nebraska, et sert sous les ordres du major-général George V. Strong en tant que chef d'état-major adjoint pour les opérations (G-3) jusqu'en novembre 1941. Il prend alors le commandement du 191e régiment d'artillerie de campagne (191st Field Artillery Regiment) et est promu au grade temporaire de colonel le 11 décembre 1941, quatre jours seulement après l'attaque japonaise sur Pearl Harbor,.
En février 1943, le 15e corps d'armée (XV Corps) est activé sous le commandement du major général Wade H. Haislip au camp Beauregard, en Louisiane. Wahl est rattaché à la section d'artillerie du corps, sous les ordres du général de brigade Edward S. Ott, dont il devient l'officier exécutif,].
Wahl est affecté à Camp Philips, Kansas, en février 1944 et succède à son camarade de classe de West Point, Augustus M. Gurney, en tant que commandant de l'artillerie de la 79e division d'infanterie (Croix de Lorraine) (79th Infantry Division) sous les ordres du général de division Ira T. Wyche. Pour ce nouveau poste, il est promu au grade temporaire de brigadier général (général de brigade) le 25 mai 1944,.
Il embarque pour l'Angleterre à la mi-avril 1944 et participe à l'entraînement intensif, avant l'invasion de la Normandie le 6 juin de la même année. La 79e division débarque finalement en France le jour J+6 et participe à la bataille de Cherbourg au sein du 7e corps d'armée (VII Corps) du major général J. Lawton Collins et s'empare du  fort du Roule,.
Wahl commande l'artillerie de la division pendant le reste des combats dans le nord de la France et participe à la traversée de la Seine à Mantes-Gassicourt, la première tête de pont alliée sur la Seine à la suite de l'opération Overlord, qui permet aux Alliés de s'engager dans la libération de Paris.
Pendant les combats sur la ligne Siegfried à la fin de 1944 et au début de 1945, Wahl prend ses fonctions de commandant adjoint de la 79e division d'infanterie à la fin de janvier 1945 et dirige la Task Force Wahl, composée du 3e bataillon du 313e Régiment d'infanterie, du 315e Régiment, du 222e Régiment, du Combat Command A de la 14e division blindée (14th Armored Division) et du 827e Bataillon de destruction de chars,.
Il dirige son commandement pendant les combats défensifs le long de la rivière Moder jusqu'au début de février 1945 et pendant les mois de février et mars 1945, la division écrase la résistance allemande, retourne au combat offensif à la fin du mois de mars de la même année, traverse le Rhin, franchit le canal Rhin-Herne, le 7 avril, sécurise la rive nord de la Ruhr et participe au nettoyage de la poche de la Ruhr jusqu'au 13 avril 1945.
Après la capitulation de l'Allemagne nazie en mai 1945, la 79e division participe à l'occupation de la région de Dortmund, puis de la Bavière, et Wahl est renvoyé aux États-Unis pour une nouvelle affectation en juin 1945. Pour son service au sein de la 79e division d'infanterie, il a été recommandé à deux reprises par le major général Ira T. Wyche pour l'attribution de la Army Distinguished Service Medal (médaille du service distingué de l'armée), mais celle-ci a été rétrogradée dans les deux cas en Legion of Merit (Légion du mérite). Il a également reçu deux Bronze Star Medal, une autre Purple Heart, a été fait chevalier de la Légion d'honneur et a reçu la Croix de guerre 1939-1945 avec palme par le gouvernement français,,.

### Service après-guerre
À son retour aux États-Unis, Wahl occupe le poste de commandant général du Fort Indiantown Gap Separation and Discharge Center, où il est responsable du site de démobilisation de nombreuses unités revenant du théâtre d'opérations européen après la fin de la guerre, jusqu'en août 1945, date à laquelle il est envoyé à Fort Knox, dans le Kentucky, en tant que commandant général de ce poste,.
Le 28 février 1946, Wahl est ramené au grade de colonel en temps de paix et envoyé à San Francisco, en Californie, où il rejoint le quartier général du 9th Service Command sous les ordres du major général William E. Shedd. Après quatre mois à ce poste, Wahl est nommé instructeur principal du corps de réserve des officiers de l'Oregon, poste qu'il occupe jusqu'en mai 1948, date à laquelle il est nommé commandant adjoint du district militaire nord sous le commandement du général de division Albert E. Brown,.

### La retraite
Wahl prend sa retraite le 30 juin 1949, avec son grade de général de brigade après 32 ans de service actif, et s'installe à Carmel-by-the-Sea, en Californie. Il est actif au sein de l'American Legion et meurt à son domicile de Carmel le 24 mars 1981, à l'âge de 73 ans.
Wahl a été enterré avec tous les honneurs militaires au cimetière national d'Arlington, en Virginie, aux côtés de son épouse, Emma D. Wahl (1903-1975). Ils ont eu ensemble trois enfants : deux fils, Robert et John, et une fille, Patricia,,.

## Décorations
Voici la barrette de rubans du général de brigade Wahl:
| Bronze oak leaf cluster · Bronze oak leaf cluster |                         |                                                       |  |
| Bronze oak leaf cluster                           | Bronze oak leaf cluster | Bronze star · Bronze star · Bronze star               |  |
|                                                   |                         | Bronze star · Bronze star · Bronze star · Bronze star |  |
|                                                   |                         | Bronze star                                           |  |

| 1er rang | Silver Star avec 2 feuilles de chêne    | Silver Star avec 2 feuilles de chêne    | Silver Star avec 2 feuilles de chêne    | Silver Star avec 2 feuilles de chêne    | Silver Star avec 2 feuilles de chêne      | Silver Star avec 2 feuilles de chêne      | Silver Star avec 2 feuilles de chêne      | Silver Star avec 2 feuilles de chêne      | Legion of Merit                                                     | Legion of Merit                                                     | Legion of Merit                                                     | Legion of Merit                                                     | Legion of Merit                                | Legion of Merit                                | Legion of Merit                                |                                                |
| 2e rang  | Bronze Star Medal avec feuille de chêne | Bronze Star Medal avec feuille de chêne | Bronze Star Medal avec feuille de chêne | Bronze Star Medal avec feuille de chêne | Purple Heart avec feuille de chêne        | Purple Heart avec feuille de chêne        | Purple Heart avec feuille de chêne        | Purple Heart avec feuille de chêne        | World War I Victory Medal avec 3 barettes                           | World War I Victory Medal avec 3 barettes                           | World War I Victory Medal avec 3 barettes                           | World War I Victory Medal avec 3 barettes                           | Army of Occupation of Germany Medal            | Army of Occupation of Germany Medal            | Army of Occupation of Germany Medal            | Army of Occupation of Germany Medal            |
| 3e rang  | American Defense Service Medal          | American Defense Service Medal          | American Defense Service Medal          | American Defense Service Medal          | American Campaign Medal                   | American Campaign Medal                   | American Campaign Medal                   | American Campaign Medal                   | European-African-Middle Eastern Campaign Medal avec 4 service stars | European-African-Middle Eastern Campaign Medal avec 4 service stars | European-African-Middle Eastern Campaign Medal avec 4 service stars | European-African-Middle Eastern Campaign Medal avec 4 service stars | World War II Victory Medal                     | World War II Victory Medal                     | World War II Victory Medal                     | World War II Victory Medal                     |
| 4e rang  | Army of Occupation Medal                | Army of Occupation Medal                | Army of Occupation Medal                | Army of Occupation Medal                | Chevalier de la Légion d'honneur (France) | Chevalier de la Légion d'honneur (France) | Chevalier de la Légion d'honneur (France) | Chevalier de la Légion d'honneur (France) | Croix de guerre 1914–1918 française avec étoiles                    | Croix de guerre 1914–1918 française avec étoiles                    | Croix de guerre 1914–1918 française avec étoiles                    | Croix de guerre 1914–1918 française avec étoiles                    | Croix de guerre 1939-1945 française avec palme | Croix de guerre 1939-1945 française avec palme | Croix de guerre 1939-1945 française avec palme | Croix de guerre 1939-1945 française avec palme |

## Source
- (en) Cet article est partiellement ou en totalité issu de l’article de Wikipédia en anglais intitulé « George Douglas Wahl » (voir la liste des auteurs).